# UTC+9:45
UTC+9:45 је временска зона која се користила у Аустралији за:
- Централно источно стандардно време Аустралије у Аустралији
  - Квинсленд
    - Камувил